# Christian Vollmann
Christian Vollmann (* 10. November 1977 in Erlangen) ist ein deutscher Unternehmer und Business Angel. Er ist bislang an über 70 Unternehmensgründungen beteiligt gewesen, darunter die Dating-Portale iLove und eDarling und die Video-Plattform MyVideo. 2014 hat Christian Vollmann das soziale Netzwerk nebenan.de gegründet und fungierte eine Zeit lang als Geschäftsführer der Betreibergesellschaft Good Hood GmbH. 2022 gründete er mit den Chemikern Marek Checinski, Ralph Krähnert und Christoph Zehe die C1 Green Chemicals AG. Er ist eines von 29 Mitgliedern im Beirat Junge Digitale Wirtschaft beim Bundesministerium für Wirtschaft und Energie.

## Leben

### Familie und Herkunft
Christian Vollmann lebt mit seiner Frau und den drei gemeinsamen Kindern in Berlin. Zusammen mit seinen Eltern und seinem Bruder Michael wuchs er im Dorf Dormitz im Landkreis Forchheim auf.

### Ausbildung
Nach dem Abitur am Emil-von-Behring-Gymnasium in Spardorf schloss Christian Vollmann sein Studium an der privaten Wirtschaftshochschule WHU – Otto Beisheim School of Management als Diplomkaufmann ab.

### Werdegang
Während des Studiums begann Vollmann, in der Internetbranche zu arbeiten, darunter für Alando, einem Unternehmen der Samwer-Brüder und der Vorläufer von eBay Deutschland. Nach erfolgreichen Gründungen der Dating-Plattformen iLove und eDarling und der Video-Plattform MyVideo verdiente Vollmann mit dem Verkauf der Unternehmen ausreichend Geld, um selbst als Risikokapitalgeber und Business Angel auftreten zu können. Heute ist Vollmann an über 70 Unternehmensgründungen beteiligt, darunter StudiVZ, Researchgate, Trivago und die Code University in Berlin.
2014 gründete Vollmann mit fünf weiteren Personen, darunter sein Bruder Michael Vollmann und Till Behnke, das soziale Netzwerk nebenan.de. Mit Till Behnke zusammen leitete Christian Vollmann das Sozialunternehmen.
Vollmann sitzt im Aufsichtsrat der Allego B.V., einem europäischen Anbieter von Ladeinfrastruktur für Elektrofahrzeuge. Bei der Linus Digital Finance AG saß er zeitweise im Aufsichtsrat.
2022 gründete er zusammen mit drei weiteren Personen das Unternehmen C1 Green Chemicals AG. In einer Finanzierungsrunde beteiligten sich u. a. Jürgen Hambrecht, Wolfgang Reitzle und Jim Hagemann Snabe. Jürgen Hambrecht ist zudem Aufsichtsratsmitglied der C1 Green Chemicals AG.

## Auszeichnungen
Das Business Angels Netzwerk Deutschland e.V. zeichnete Christian Vollmann und Alfred Möckel mit dem Titel Business Angel des Jahres 2017 aus.

## Engagement
Zum sozialen Netzwerk nebenan.de gehört die gemeinnützige nebenan.de Stiftung, die sich für die Stärkung nachbarschaftlichen Zusammenhalts einsetzt und den mit 50.000 Euro dotierten Deutschen Nachbarschaftspreis vergibt. Christian Vollmann unterstützt außerdem die Non-Profit-Organisation Ashoka und ist Mitglied im Support-Netzwerk von Ashoka Deutschland. Zudem ist Christian Vollmann ehrenamtlicher Vorstand im Bundesverband Deutsche Startups und ehrenamtlicher Beirat im Gremium Junge Digitale Wirtschaft, welches das Bundesministerium für Wirtschaft und Energie berät. Seit 2015 ist er ehrenamtliches Mitglied des Fachforums Hightech, das die Bundesregierung bei ihrer Hightech-Strategie begleitet. Außerdem ist er im Wirtschaftsforum der Freien Demokratischen Partei als Parteimitglied aktiv.